# Kemiske våben
Kemiske våben, herunder giftgas, er kemiske gifte anvendt i krigsførelse og militære operationer, der skal gøre en modstander, militær som civil, ukampdygtig, evt. dræbe ham, eller hæmme hans bevægelser. Trods navnet giftgas er mange af dem væsker, der forstøves, når de anvendes (se areosoler).
I Første verdenskrig var brugen af giftgas udbredt. Tabstallene anslås forskelligt til mellem ca. 36.000 dødsfald og ca. 750.000 sårede, til ca. 90.000 dødsfald og ca. 1.200.000 sårede,.
Siden er det af flere omgange blevet forsøgt at forbyde eller forhindre lande i at bruge kemiske våben. Det første gennembrud efter Første Verdenskrig var Genève-protokollen af 1925, også kendt som giftgasprotokollen. Den forbød de ratificerende lande at bruge kemiske og biologiske våben mod hinanden. Den forbød dog ikke oplagring, produktion og forskning i kemiske våben, og forbød heller ikke brugen af kemiske våben som gengæld mod lande, som forbrød sig mod protokollen. Kemiske våben blev i mellemkrigstiden taget op til debat i flere omgange i Folkeforbundet, uden at forbundet kom nærmere et totalt forbud. Den primære årsag til at kemiske våben ikke blev forbudt i mellemkrigstiden var, at det blev anset for umuligt at forbyde produktion af de mest populære stoffer, herunder klor og fosgen. Mange af stofferne havde nemlig legale anvendelsesmuligheder indenfor produktionen af farver, pesticider, medicin, gødning, m.m. Et eventuelt forbud ville derfor være umuligt at gennemføre - og umuligt at opretholde, da Folkeforbundet ikke havde nogen måde at håndhæve de aftaler der blev indgået.
Sidenhen er kemiske våben af FN blevet klassificeret som et masseødelæggelsesvåben, og både produktion og lagring er forbudt i henhold til Konventionen om kemiske våben fra 1993. Seks lande har ikke tiltrådt konventionerne, bl.a. Syrien, Israel, Egypten og Nordkorea.

## Kemisk krigsførelse
Kemisk krigsførelse adskiller sig fra brugen af konventionelle våben og atomvåben ved, at den ødelæggende virkningen ikke baserer sig på eksplosiv kraft. Brugen af levende organismer, som miltbrand, betragtes ikke som kemisk krigsførelse, men som biologisk krigsførelse. Giftige stoffer (toksiner) som saxitoxin og botulinum toksin, der produceres af levende organismer, regnes derimod som kemiske våben.
Traditionelt fandt den første (større) anvendelse af giftgas sted under 1. Verdenskrig på Vestfronten ved Ypres, d. 22. april 1915. Det på trods af, at brugen af giftgas tidligere var blevet forbudt (se Haager Landkrigsreglementet). Tyskerne brugte ved Ypres klor på trykflasker, og udlægning af gas fra store beholdere var i begyndelsen den foretrukne måde at få gas frem til fjenden. Tåregas havde dog tidligere været benyttet af bl.a. franske tropper i små håndgranater. Snart begyndte mange af de kæmpende parter at anvende forskellige giftgasser mod hinanden, med mange døde eller skadede soldater til følge. Det førte hurtigt til udviklingen af gasmasken til beskyttelse, men mange soldater, især uerfarne, blev stadig overrasket ved gasangreb.
Giftige luftarter vides dog at have været anvendt allerede i antikken, hvor man, når en fjende gravede minegange ind under ens egne mure, kunne grave en kontramine. Når denne fik forbindelse med fjendens minegang, antændte man et bål af stoffer som svovl og beg, der udviklede giftig røg. Dette var effektivt dræbende, da brændende svovl danner svovlsyrling, som medfører væskeudtræden i lungerne.
I mellemkrigstiden blev giftgas anvendt af Italien under den Anden italiensk-abessinske krig. Ligeledes blev der brugt giftgas af japanske tropper under 2. japansk-kinesiske krig.
Under 2. Verdenskrig fandt giftgas kun begrænset anvendelse, f.eks. mod huler ved Odessa, ved likvideringen af ghettoen i Warszawa og til de industrielle mord i koncentrationslejrene. Årsagen til den begrænsede anvendelse var alle siders frygt for massive gengældelsesangreb på byer. Men frygten for gasangreb var udbredt op til og under krigen i de fleste lande. Herunder også i Danmark.
Siden har der været brugt giftgas i Iran-Irak-krigen og mod irakiske civile kurdere, især huskes angrebet på Halabja.
Giftgassen Sarin har været anvendt af terrorister, ved den japanske dommedagssekt Aum Shinrikyos angreb mod Tokyos undergrundsbane.

## Krige hvor kemiske våben er blevet brugt
- 1914–1918 Første verdenskrig havde brug i stor skala.
- 1935–1936 Den italiensk-etiopiske krig italienske styrker brugte sennepsgas.
- 1937-1945 2. kinesisk-japanske krig hvor japanske styrker brugte giftgas.
- 1980–1988 Iran-Irak-krigen brug af nervegas.
- 1982-1988 Anfal-kampagnen mod kurdiske oprørere i Irak; udstrakt brug af flere kemiske kampstoffer mod civilbefolkningen.
- 2013 Borgerkrigen i Syrien Den syriske regering og Islamisk Stat anklages begge for at have brugt kemiske våben. Denne anklage er udokumenteret.
- 2017 Angreb i Idlib.

## Kemiske kampstoffer, inddeling
Kemiske våben opdeles efter deres virkemåde. Nogle gifte virker på flere måder, f.eks. angriber sennepsgas både huden og åndedrætsorganerne. Visse ikke-dræbende gifte kan anvendes som maskebrydere, idet de kan gennemtrænge en gasmaske og foranledige bæreren til at tage denne af.

### Kvalmegas
Kvalmegas er ikke dræbende, men udløser kvalme og opkastninger.
- adamsit
- difenylarsinklorid

### Tåregas
Tåregas udløser kløe og svien i øjnene og stærk tåreflod. Gassen anvendes især mod store, urolige civile menneskemængder. I enkelte tilfælde kan anvendelsen medføre dødsfald.
- kloracetofenol
- klormalononitrit

### Bedøvende gas
Bedøvende gas medfører ikke-dødelige lammelser eller bevidstløshed hos offeret. Erfaringerne med denne type gas er beskedne, selv om de ofte anvendes i film. Ved aktionen mod det terroristbesatte Dubrovka-teater i Moskva blev en sådan gas anvendt. På grund af manglende indgift af modgift, medførte det en del dødsfald.

### Psykogas
Meget lidt er kendt om denne gruppe af gifte. De antages at kunne gøre modstanderen passiv. Der er dårligt dokumenterede historier om gifte, der skulle få ofrene til at indlede 'erotiske aktiviteter' i stedet for at kæmpe.

### Blistergas
Blistergas er heller ikke dræbende, men gassen, af hvilken sennepsgas især er kendt, trækker store blærer på huden, hvilket gør offeret mindre i stand til at betjene våben. De kan som nævnt også angribe åndedrætsorganerne. Våbnet gennemtrænger let uniformer, herunder læder, samt almindelig gummi.
- sennepsgas
- kvælstofsennepsgas
- Lewisit diklor-2-klorvinylarsin
- fosgen oxime

### Blodgifte
Blodgifte hæmmer generelt blodets evne til at transportere ilt eller udløser på anden måde en generel forgiftning. Den mest kendte gift i denne gruppe er blåsyre.
- cyanbrinte
- klorcyan

### Lungegifte, kvælegas
Gruppen indeholder gasser, der medfører skader på lungevævet, så offeret efterhånden kvæles i udtrængende væske. Her kan nævnes
- fosgen
- difosgen
- klor

### Nervegas
Nervegas, hvor typerne Tabun, Sarin og Soman kan nævnes, virker ved at forstyrre nervesystemets overførsel af signaler og derved medføre kramper, lammelser og kvælning. Nervegasser er ofte beslægtede med visse insektgifte. Disse gasser trænger let gennem huden. Gasserne virker ved at blokere enzymet acetylcholinesterase, der normalt ret hurtigt nedbryder neurotransmitteren acetylkolin, der benyttes i det parasympatiske nervesystem. Resultatet er en vedvarende signalering i dette system bl.a. til åndedrætsmusklerne. VX nervegassen er den mest giftige i gruppen af nervegasser, 2 microgram på huden anses for at være dødelig dosis.
- Sarin (RS)-propan-2-yl methylphosphonofluoridat
- Tabun ethyl N,N-dimethylphosphoramidocyanidat
- Soman 3,3-dimethylbutan-2-yl methylphosphonofluoridat
- VX-gas Ethyl ({2-[bis(propan-2-yl)amino]ethyl}sulfanyl)(methyl)phosphinate.

### Biologiske gifte
Her er ikke tale om levende smitstoffer, men om giftstoffer, toxiner, dannet af bakterier eller andre mikroorganismer.
- Saxitoxin
- Botulinum toksin

## Fremføring
Giftgas kan føres mod fjenden på flere måder. Under 1. Verdenskrig brugte man i begyndelsen gas på trykflaske, hvor man åbnede ventilen, når vinden bar ned mod fjenden.
Senere fremførtes gassen i tyndvæggede granater, der åbnedes af en lille sprængladning.
Gas kan også fremføres med bomber, fra trykflasker monteret under fly og med missiler. Det sidste er der en del frygt for på grund af vanskeligheden ved at beskytte sig effektivt mod våbnet.

### Binære gasser
Binære gasser er ikke en speciel virkemåde, men henviser til, at kemikalier, som danner gassen, når de blandes, opbevares i adskilte rum i granater og raketter. Stofferne har hver for sig kun ringe giftighed og risikoen for ulykker antages derfor at være mindre. Stofferne blandes efter affyringen af granaten, men før dennes eksplosion.

## Værnemidler
Det vigtigste værnemiddel er gasmasken. Denne filtrerer indåndingsluften gennem et filter af aktivt kul og forskellige andre stoffer. Gasmasker blev også udviklet til heste, hunde, børn og barnevogne.
Visse dråbeformede giftgasser trænger gennem huden, hvis de får kontakt. Personer, der skal beskyttes mod disse gasser, iføres dragter af butylgummi med hætte, handsker og gummistøvler.
En bygning, som regel en bunker, men også kampvogne og skibe, kan beskyttes ved at indsuge luft gennem store filtre svarende til gasmaskens filter, evt. bare sandfiltre (beskyttelsesrum) og sætte bygningen under et svagt overtryk, så indtrængen af gas undgås. Adgang til bunkeren sker ofte gennem en gassluse, hvor der kan findes muligheder for at rense sig for gas.
Ud over beskyttelse mod gassen, findes der også modgifte. Soldater bærer i dag ofte injektionssprøjter med atropin. Atropinet gives hurtigt gennem uniformen ved symptomer på forgiftning med nervegas (bl.a. løbende næse).

### Gassporing
Det er vigtigt at kunne opdage angreb med kemiske våben eller opdage rester af væskeformede gifte på jorden og beplantningen. Dette udføres af særlige sporehold. Gasser kan give et farveskifte, hvis man pumper luft gennem særlige sporerør. Ligeledes findes der sporepapir, sporebrikker og sporepulver, der skifter farve, hvis det kommer i kontakt med væskeformede gifte. Der skal bruges et sortiment af sporemidler for at få en dækkende sporing. Automatisk virkende sporestationer findes også.